# Hugo Ruiz
Hugo Ruiz Dominguez (Los Mochis, 21 settembre 1988) è un pugile messicano.
Soprannominato Cualito, ha un record attuale di 39-5. 